# تاتسويا واتانابي
تاتسويا واتانابي (باليابانية: 渡邊達哉؛ بالكانا: わたなべ たつや) هو لاعب كرة الريشة ياباني، ولد في 18 يونيو 1991 في ميازاكي في اليابان.

## وصلات خارجية
- تاتسويا واتانابي على موقع BWF.tournamentsoftware.com (الإنجليزية)
- تاتسويا واتانابي على موقع BWFbadminton.com (الإنجليزية)